# S (バンド)
S（エス）は、日本のヴィジュアル系ロックバンド。1996年1月に結成し、1998年、岐阜・名古屋を中心に活動する。2002年3月までマネージメントオフィスとレコードレーベルを兼ねたSoleilに所属していた。シークレットライブでは「魔」を名乗る事もある。

## 概要
YUNA・ZEKKI-を中心に結成した、5人編成バンド。バンド名の由来は「S」が付くものなら何でも良く、観客の印象に委ねている。
結成当初は墨で染めた包帯を身に着けたり白装束を着るなど、当時流行していたヴィジュアル系のスタイルに則っていた。メンバーはそれぞれ異なった色で髪を染めており、のちにそれがイメージカラーとして衣裳の色にも現れるようになる。VHS『魔』を発売するあたりから、バンドのロゴや自身の名前、四字熟語などの刺繍が施してある白や黒の特攻服を衣裳として着るようになり、アルバム『四次元図鑑』のフライヤーではメンバーのイメージカラーに合わせたカラフルな特攻服を披露する。このようにハードな衣裳をまとい、激しいライブを行いながらも、MCでは親しみやすいキャラクターを出す事で、自分たちが考えるヴィジュアル系の中の新しいジャンルを目指した。
シングル『ベイベー』以降、ミニアルバム『一年生』では白い学生服（特攻服同様、一種の標語とも言える文章が刺繍してある）やジャージ、アルバム『大人？』では金色のスーツと、CDを発売するごとに衣裳やメイクのコンセプトコンセプトを変えるようになるが、次第にメイクは薄くなり服装もカジュアルなものへと移行していく。
作詞・作曲のクレジットは大多数が「S」である。視覚的なコンセプトが時期によって変わる一方、楽曲のコンセプトは一貫して「激しさの中にあるメロディアス」としている。これは、ヴィジュアル系ならではの衣裳を着たりステージングを行いながらも曲はメロディアス、というギャップを大事にしたいという考えからきている。デモテープ『蜘蛛』からアルバム『四次元図鑑』までは、昆虫をモチーフとした曲名や歌詞が多い。
2005年、ITSUKIの他バンドへの参加やYUNAの病気などにより本格的なバンド活動は停止したが、メンバー間の親交は続いており、Soleilの限定復活イベントに出演する事もある。また、ITSUKI・ZEKKI-・REINAの3名で不定期にセッションバンドとしてライブを行う事があり、その際Sの楽曲も披露している。

## メンバー
DAI（橙、1980年12月1日 - 、O型）https://twitter.com/S_bonds_d
ボーカル担当。イメージカラーはオレンジ。
ITSUKI（樹、1979年7月31日 - 、B型）
ギター担当（立ち位置は向かって右）。イメージカラーは赤。2005年より、「サワダユウキ」として別のバンド・No.13の活動を始める。No.13脱退後、本名の「澤田祐樹」としてライブハウスや路上で弾き語りスタイルによる活動を行う。
YUNA（遊汝、1978年3月20日 - 、A型）https://twitter.com/rinomotoyuna
ギター担当（立ち位置は向かって左）。イメージカラーは青。リーダー。元Vogus Imageの昇歌と親交があり、2003年にはセッションバンド「ザ・シャイニングウィザード」を結成。制作した楽曲は2003年4月1日に発売されたシングル『Session To Future』に収録されている。2005年より闘病生活に入る。
ZEKKI-（絶木、1979年7月14日 - 、O型）
ベース担当。イメージカラーは緑。結成当初は「O-ZEKI（大関）」を名乗っていたが、のちに「ZEKKI-」と改名する。
REINA（零名、1981年2月19日 - 、B型）https://twitter.com/S_REINA_uni_uni
ドラム担当。イメージカラーは紫。

## 来歴
- 1996年11月、SEIRA・YUNA・ZEKKI-を中心に結成。SEIRA脱退後、ITSUKI・Miyamichiに、サポートドラムとして迎えたREINAが正式に加わり、5人編成バンドとして活動を始める[2]。12月、岐阜キャスパーで初ライブを行い、100人を動員する[5]。また、インディーズレーベルSoleilが主催するライブイベント・Soleil presentsに初参加する。
- 1996年5月、名古屋ミュージックファームでのワンマンライブの直前にMiyamichiの行方が知れなくなり、実質上の脱退となる。ワンマンライブを含め、新ボーカルが加入するまでのライブはすべて、残る4人のインストゥルメンタルで強行された。7月9日、結成当初、ボーカルの候補として名前が挙がっていたDAIが新ボーカルとして加入する[2]。当時はAZALEAのローディだった。
- 1998年10月4日、オフィシャルファンクラブ「Pretty Pets」を発足する。
- 1999年1月27日、DAIが交通事故を起こし、顎を骨折。予定していたツアー・イベントは不参加となり、残る4人のメンバーでスケジュールをこなす事になる。Soleilからはけがが完治し次第ツアーに参加する旨が発表された。
- 2002年3月、所属レーベルのSoleilが解体する。
- 2005年、ITSUKIが別のバンドの活動を始め、Sは活動停止となる。YUNAが何十万人に一人と言われる病気にかかり[4]、闘病生活に入る。10月2日、HOLIDAY NAGOYAで行われた、Soleilの限定復活イベント・Face of SoleilにITSUKI・ZEKKI-・REINAの3名が出演。12月28日、YUNAの快気を願って行われたHOLIDAY NAGOYAでのライブイベントに出演。YUNAも顔を見せる[6][7]も、完治はしていない[6]。

## 作品

### デモテープ
- 蠍（無料配布、限定3000本）
- 蜘蛛（1996年3月8日、限定5000本）

### シングル
- 遊雪（1997年4月26日）
- ベイベー（1998年5月27日、無料配布）
- 願望（1999年、ライブ会場限定発売）
- 努力(2000年、ライブ会場限定発売）
- S（2003年9月22日）

### ミニアルバム
- 昆虫採集（1999年9月29日）
- 一年生（2001年9月23日）
- 大人？（2002年2月3日）
- 地球（2002年3月14日）

### フルアルバム
- 四次元図鑑（2000年10月4日）

### オムニバスアルバム
- Decadence（ライブ会場限定500本、「時空華」収録）他のバンド、DAS:VASSER,AZALEA,DISTRAY
- Scene3（1999年4月7日、「時空華」収録）
- Decadence（1999年4月21日、限定2000枚、「時空華」収録）
- Face of SoleilII（2000年1月26日、「百足」収録）
- Shock Edge 2001（2001年9月29日、初回限定5000枚、「蜘蛛」収録）
- Last of Soleil（2002年3月14日、「ファンレター」収録）

### VHS・DVD
- 魔（反省ヴァージョン）（2000年4月26日）
- バンバンファイヤー（2000年12月26日）
- 復活 日本青年館（2001年8月23日）
- DVS～伝説なんていらない～（2004年1月21日）

## 出演
ライブ・イベントはタイトルが付いているもののみを記載する。1998年12月より参加しているSoleilが主催する各イベントは、Soleilを参照のこと。

### ライブ
- TOUR 魔族の大移動（1999年12月4日～29日、岐阜キャスパーなど5公演）
- 魔族誕生ツアー（2000年2月26日～29日、町田プレイハウスなど4公演）
- 下克上（2000年3月28日、寝屋川ヴィンテージバー） - 前座として先輩バンドのVasallaが出演したため、このタイトルとなった。
- 授業参観日～僕達、立派に成長しています～（2000年5月13日、岐阜市文化センター）
- 天下統一 oneman tour（2000年3月8日～6月2日、名古屋クラブクアトロなど9公演）
- 圧力殲滅（2000年7月1日～8月19日、岐阜キャスパーなど34公演） - La'Muleとのカップリングツアー
- tour 七転八起（2000年10月7日～2001年1月11日、ON AIR EASTなど15公演）
- Tour ホップ ステップ ジャンプ!!（2001年3月20日～5月27日、日本青年館など15公演）
- ツアーいのこりべんきょう（2001年7月7日～9月22日、SHIBUYA-AXなど11公演）
- 言葉じゃあらわせないツアー（2002年2月7日～3月27日、CLUB CITTA'など15公演）

### イベント
- Vasalla presents（1999年5月28日～30日、博多徒楽夢Be-1、3公演） - Vasalla主催イベント
- CROSS++3days++（1999年8月29日～31日、CLUB CITTA'など3公演）
- LIVE X～the Xcitements of city～（1999年11月13日、ON AIR EAST） - BRAND X主催イベント
- SHOCK WAVE（1999年11月5日～11月21日、熊谷VOGUEなど7公演） - SHOXX主催イベント
- 毒舌TOUR2000 in STORE event（2000年4月26日～5月20日、岐阜Mシードなど11店舗）
- 四次元図鑑インストアーイベント（2000年10月8日～12月14日、岐阜Mシードなど21店舗）
- Shock Wave（2001年3月24日～4月8日、横須賀Cafe le Psyenceなど6公演） - SHOXX主催イベント
- nagoya music farm 15th anniversary live（2001年6月27日、名古屋ミュージックファーム）

### その他
- 稲垣芸術館（2000年6月9日、フジテレビ系）
- YURA, YUNA, 紺のラジオでポン（2000年、東海ラジオ） - YUNA